# Hotel ohne Personal
Ein Hotel ohne Personal ist eine Beherbergungsvariante in der Hotelbranche. Diese Hotelvariante hat sich in den letzten zehn Jahren sehr stark etabliert und ist bereits in vielen Ländern und Städten eine preiswerte Alternative zum normalen Hotelbetrieb.

## Entstehungsgeschichte
Das Hotel ohne Personal wurde nach mehreren Pilotversuchen vor allem 2009 verstärkt eingeführt, als die Wirtschaftskrise starke Auswirkungen auf die Hotelbranche hatte. Ziel war es, hochwertig ausgestattete Zimmer für Geschäfts- und Städte-Reisende preiswerter anzubieten. Einsparpotential bot hier vor allem der Bereich der Personalkosten. Der Verzicht auf ein Frühstück oder weitere Verpflegung konnte in Gegenden verwirklicht werden, in denen es ausreichend Restaurants und Cafés in der Nachbarschaft gibt.
Dieser Hoteltyp wird als Automatenhotel bezeichnet. Das vermeidet begriffliche Ungenauigkeit durch den Einsatz von Personal für Buchungs-, Reinigungs- und Wartungsarbeiten.

## Ablauf
Der Bezug des Hotels erfolgt über einen Automaten am Eingang. Nach der Bezahlung mit Kredit- oder Debitkarte wird ein Zugangscode freigegeben, mit dem die Tür geöffnet werden kann und mit dem sich Getränke- und Snack-Automaten im Aufenthaltsraum bedienen lassen. Bei Vorbuchung wird der Zugangscode oftmals über SMS mitgeteilt. Für den Notfall gibt es eine Videoleitung mit Notruffunktion.

## Erste Häuser
In Finnland waren es Häuser der finnischen Hotelkette Omena Hotels, unter anderem in der Hauptstadt Helsinki. Die Hotelkette bietet Zimmer für bis zu vier Personen in schlichter Ausstattung. Die Zimmer mit Kochnische und Wasserkocher sowie Kühlschrank und Essecke werden online gebucht und bezahlt, den Zugangscode zum Haus erhält der Gast über SMS oder E-Mail. Die früheren Hotels der Kette in Stockholm und Kopenhagen sind nicht mehr geöffnet. Der Betreiber des Stockholmer Hotels ging im Februar 2015 in Konkurs.
Seit 2009 gibt es ein derartiges Hotel in Waldkirch in der Schweiz und im Januar 2010 startete das Vasano-Hotel in Leipzig am Augustusplatz mit 18 Suiten „mit 5-Sterne-Ausstattung zum 4-Sterne-Preis“. Im April 2011 wurde das Hotel aus Markenschutzgründen in Abito Suites umbenannt.